# Hiệp sĩ bắt cướp
Hiệp sĩ đường phố là tên gọi phổ biến thường được báo chí và người dân sử dụng để nói về thành viên của các câu lạc bộ phòng chống tội phạm tại nhiều thành phố ở Việt Nam. Ban đầu, nhóm hiệp sĩ được thành lập ở Bình Dương, sau mở rộng ra các địa bàn khác trên toàn quốc.

## Thành lập
Năm 1997, câu lạc bộ Phòng chống tội phạm đầu tiên được thành lập ở phường Phú Hòa với tên gọi đội Dân quân tự vệ vây bắt đối tượng cướp giật. 
Mục đích của việc thành lập đội đầu tiên là do phường Phú Hòa là nơi giáp ranh với nhiều xã, phường khác, là địa bàn khá phức tạp về tình hình an ninh trật tự, nhất là tình trạng tội phạm cướp giật tài sản, trộm xe máy của người dân thường xuyên xảy ra. Hơn nữa, do địa bàn này nối với các tuyến quốc lộ 13 và đường ĐT743 đi Đồng Nai, TP. Hồ Chí Minh, nên bọn tội phạm thường chọn khu vực này để gây án.

## Quy chế
Theo quy chế đã ban hành, các "hiệp sĩ" Bình Dương nằm trong danh sách câu lạc bộ phòng chống tội phạm dù không có lương nhưng được hỗ trợ tiền xăng, được khen thưởng khi bắt được tội phạm, được thăm hỏi, điều trị khi bị tai nạn do làm nhiệm vụ. Trong lúc truy bắt các đối tượng phạm pháp gặp tai nạn, thương tích nặng hoặc tử vong thì "hiệp sĩ" được hưởng chế độ chính sách như người có công với cách mạng theo quy định tại Nghị định số 31/2013 của chính phủ.

## Phát triển
Năm 2009, do đội Dân quân tự vệ có những thành tích đạt được trong công tác đấu tranh, phòng chống tội phạm, Công an tỉnh... đã chỉ đạo nâng đội thành câu lạc bộ Phòng chống tội phạm.
Năm 2006, ủy ban nhân dân tỉnh Bình Dương ra Quyết định 203/QĐ-ủy ban nhân dân ban hành Quy chế hoạt động cho các Câu lạc bộ phòng chống tội phạm. Đây là bước ngoặt, tạo cơ sở pháp lý cho hoạt động của mô hình phòng chống tội phạm. Theo quy chế, các Câu lạc bộ chia làm hai bộ phận gồm bộ phận tuyên truyền phổ biến pháp luật và bộ phận xung kích phòng chống tội phạm, tuần tra bắt giữ đối tượng phạm pháp quả tang nơi công cộng.
Ngày 2 tháng 4 năm 2008, công an Thành phố Hồ Chí Minh đã chính thức ra mắt đội cảnh sát hình sự đặc nhiệm (SBC) thuộc Phòng cảnh sát điều tra tội phạm và trật tự xã hội.Với lực lượng bao gồm hơn 50 chiến sĩ được tuyển lựa kỹ, đào tạo nâng cao về võ thuật, bắn súng và lái xe suốt trong 4 tháng. SBC sẽ phối hợp với cảnh sát hình sự, đặc nhiệm, công an các quận huyện và các lực lượng hoạt động trên các địa bàn trong công tác nắm tình hình đối tượng, vây bắt kẻ gây án cướp giật.
Từ tháng 7 năm 2010, thành phố Hà Nội cũng bắt đầu triển khai thí điểm mô hình câu lạc bộ săn bắt cướp trên địa bàn quận Hai Bà Trưng.
Đến năm 2012, toàn tỉnh Bình Dương đã thành lập được 81 câu lạc bộ phòng, chống tội phạm với 2.700 hội viên tham gia. Các câu lạc bộ phòng chống tội phạm đã phát huy hiệu quả tích cực trong việc góp phần cùng với lực lượng công an đấu tranh phòng chống tội phạm.

## Thành tích
Tính đến năm 2011, các câu lạc bộ phòng chống tội phạm trên địa bàn tỉnh đã phát hiện và trực tiếp bắt quả tang hơn 1.000 vụ việc, bắt giữ gần 1.500, cướp giật tài sản; cung cấp tin tức giúp lực lượng công an tóm hơn 100 kẻ phạm tội về ma túy. Nổi bật nhất là câu lạc bộ phòng chống tội phạm phường Phú Hòa đã phá 621 vụ án, bắt 1.200 kẻ phạm tội quả tang. Chỉ riêng trong năm 2011, câu lạc bộ đã phát hiện 43 vụ, bắt 68 nghi phạm.

## Khen thưởng
Những thành tích góp phần giữ vững an ninh, trật tự an toàn xã hội của các câu lạc bộ phòng chống tội phạm đã được ghi nhận và tặng thưởng nhiều bằng khen, giấy khen. Câu lạc bộ Phòng chống tội phạm phường Phú Hòa đã được Thủ tướng tặng bằng khen về những thành tích xuất sắc trong việc đấu tranh phòng chống tội phạm, góp phần gìn giữ xã hội bình yên. Ngoài ra ủy ban nhân dân tỉnh Bình Dương còn trao tặng 11 xe máy (trị giá 550 triệu đồng) cho 11 câu lạc bộ hoàn thành xuất sắc công tác phòng, chống tội phạm thời gian qua.
Một thành viên của câu lạc bộ phòng chống tội phạm phường Phú Hoà đã vinh dự được Chủ tịch nước tặng thưởng Huân chương chiến công hạng III cho một cá nhân (anh Nguyễn Thanh Hải), 04 thành viên được tặng Huy chương tuổi trẻ dũng cảm, 02 tập thể, 04 cá nhân được Bộ Công an tặng Bằng khen.
Ngày 15 tháng 12 năm 2011 các hiệp sĩ săn bắt cướp đã được báo điện tử VnExpress vinh danh là nhân vật của năm 2011 sau khi nhận được 10 phiếu trong tổng số 39 phiếu từ Ban giám khảo.